# نادي فارنبوروه
نادي فارنبوروه لكرة القدم (بالإنجليزية: Farnborough Football Club)‏ نادي كرة قدم إنجليزي يلعب في دوري الدرجة السابعة . تم تأسيس النادي في سنة 1967 .